# Branne (Gironde)
Branne is een gemeente in het Franse departement Gironde (regio Nouvelle-Aquitaine). De plaats maakt deel uit van het arrondissement Libourne. Branne telde op 1 januari 2022 1.302 inwoners.

## Geografie
De oppervlakte van Branne bedroeg op 1 januari 2022 2,41 vierkante kilometer; de bevolkingsdichtheid was toen 540,2 inwoners per km².

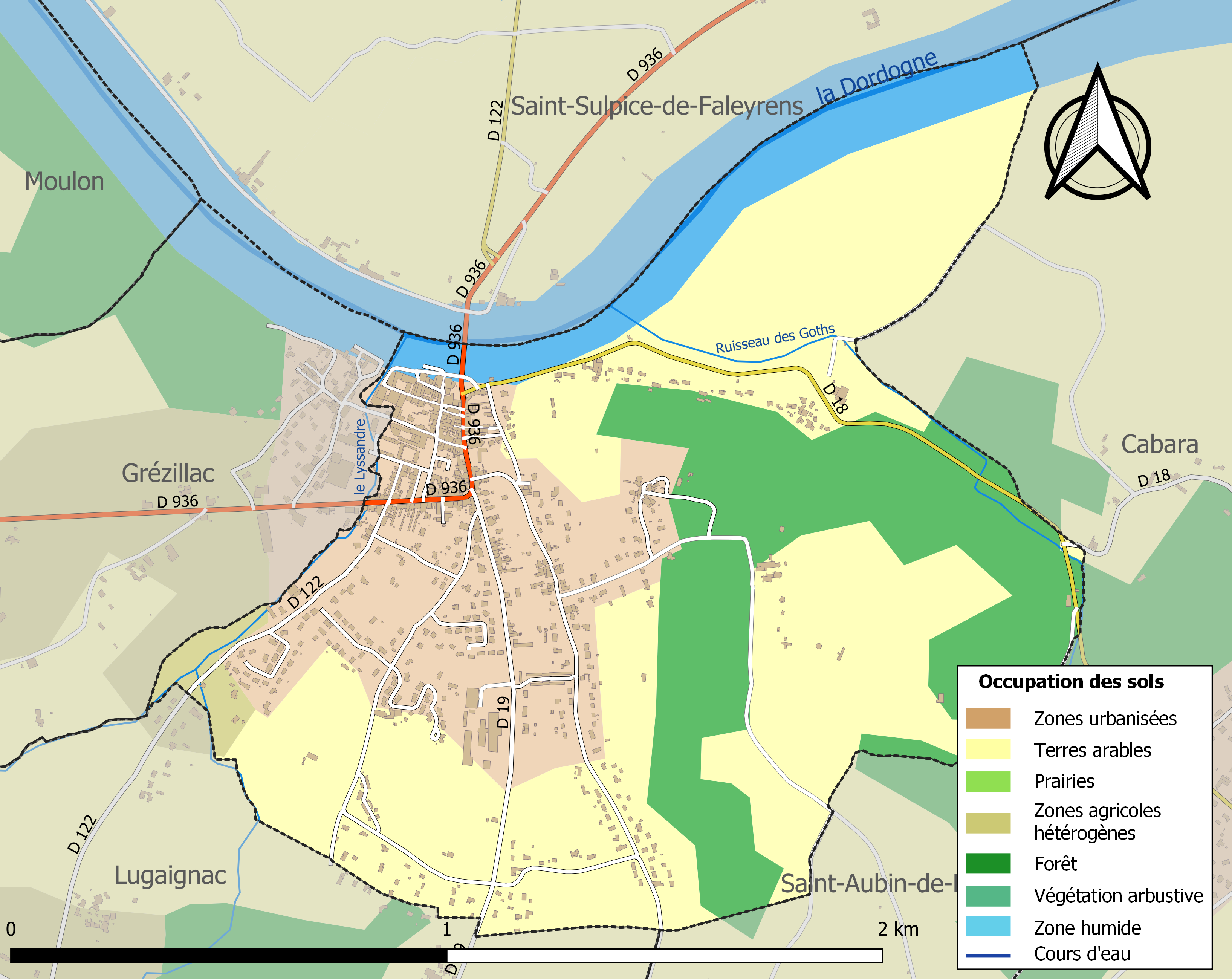
Kaart van de gemeente met belangrijkste infrastructuur, bodemgebruik en omliggende gemeenten

## Demografie
Onderstaande figuur toont het verloop van het inwonertal (bron: INSEE-tellingen).